# Черкијарито (Матера)
Черкијарито (итал. Cerchiarito) је насеље у Италији у округу Матера, региону Базиликата.
Према процени из 2011. у насељу је живело 27 становника. Насеље се налази на надморској висини од 50 м.